# Parahendersonia dasylirii
Parahendersonia dasylirii är en svampart som beskrevs av A.W. Ramaley 1995. Parahendersonia dasylirii ingår i släktet Parahendersonia och familjen Leptosphaeriaceae.   Inga underarter finns listade i Catalogue of Life.